# Paulo Varela Gomes
Paulo Fernando Sequeira Varela Gomes (Lisboa, 28 de outubro de 1952 — Podentes, Penela, 30 de abril de 2016) foi um crítico, escritor, historiador de arquitetura e professor universitário português.

## Biografia
Paulo Varela Gomes nasceu em Lisboa a 28 de Outubro de 1952 e faleceu em Podentes, Penela, a 30 de Abril de 2016.
Filho de João Maria Paulo Varela Gomes e Maria Eugénia de Bilnstein Sequeira Sequeira Varela Gomes. Foi casado com Maria Teresa Carvalho de Aguiar Calado de quem teve dois filhos (1977, 1979) e posteriormente com Patrícia Alexandra Vieira Gonçalves, mais conhecida por Patrícia Vieira († 2023).

## Carreira

### Formação
Licenciou-se em História pela Universidade de Lisboa em 1978. Mestre em História de Arte pela Universidade Nova de Lisboa (1988), com uma tese sobre o pintor Vieira Portuense, orientada pelo professor José-Augusto França. Recebeu uma bolsa do Paul Mellon Center for Studies in British Art em 1986 para preparação da sua tese de mestrado e foi Visiting Fellow com uma bolsa da Fundação Calouste Gulbenkian na Universidade de Bristol em 1987.
Doutorou-se em Arquitectura, área de Teoria e História, pela Universidade de Coimbra em 1999, com uma tese de dissertação intitulada Igrejas de planta centralizada em Portugal no século XVII. Arquitectura, religião e política, orientada por Rafael Moreira, e posteriormente publicada pela Faculdade de Arquitectura da Universidade do Porto, FAUP, (2001). 

### Docência e investigação
Deu aulas no ensino secundário na segunda metade da década de 1970 e na década de 1980. Foi professor no DARQ - Departamento de Arquitectura da Faculdade de Ciências e Tecnologia da Universidade de Coimbra (1991-2012) e professor visitante da Universidade de Ouro Preto, Brasil (1991), da Universidade de Goa, Índia (1997-98), da Universidade Pablo de Olavide, Sevilha, Espanha (2003), da Universidade de Malta, Malta (sete vezes entre 1990 e 2006) e do Departamento Autónomo da Universidade do Minho (2000-2001 e 2005-2006).
Foi investigador do Centro de Estudos Sociais (CES) da Universidade de Coimbra. Co-coordenador com Walter Rossa do projecto de investigação Bombaim antes dos Ingleses, financiado pela FCT - Fundação para a Ciência e a Tecnologia, entre Setembro de 2004 e Dezembro de 2007. A sua ultima aula intitulada "Do Sublime em Arquitectura"  foi proferida em Dezembro de 2012, encontra-se disponível online no canal youtube da Revista NU, a revista dos alunos do DARQ.

### Comunicador e intelectual público
O seu talento como comunicador ficou bem patente na série documental "O Mundo de Cá", emitida pela RTP durante os anos 90, do qual foi co-autor com Camilo Azevedo e apresentador, que se debruçava sobre a presença portuguesa no Oriente na época da Expansão. Posteriormente foi ainda autor, também com Camilo de Azevedo da série documental em cinco episódios "Malta Portuguesa" emitida pela RTP.
Participou em debates e programas televisivos sobre diversas temáticas, como por exemplo Lisboa em Causa, Prós e Contras, RTP (2007), Câmara Clara (emissão de 2006-06-02),  e 50 anos da invasão de Goa, Damão e Diu, Câmara Clara, Episódio 40, RTP (2011) e o impacto das suas intervenções confirmavam essa sua capacidade com um discurso acutilante e provocatório, que demonstrava também nas suas crónicas.
Ao longo da sua vida foi colaborador activo em diversos jornais e revistas, entre eles: no Blitz, no JL, no expresso e no jornal Público, onde escreveu uma crónica intitulada "Cartas de Cá", das quais selecionou um conjunto que foi posteriormente publicada no volume "Ouro e Cinza" (Tinta da China, 2014). Escreveu diversos textos para a Companhia de Dança de Lisboa na década de 1980, que se encontram agregados no canal you tube na companhia.
Foi fundador e editor da "Murphy"- Revista de História e Teoria de Arquitectura e do Urbanismo, publicada pela Imprensa da Universidade de Coimbra. Foram editados 3 volumes da revista.
Delegado da Fundação Oriente na Índia, delegação de Goa entre 1996 e 1998, e novamente entre 2007 e 2009.
Foi-lhe atribuído o estatuto de membro honorário da Ordem dos Arquitectos em 2013.

## Outras atividades

### Militância política
Nos seus tempos de estudante foi militante da UEC – União dos Estudantes Comunistas e do PCP.  Em 1994, foi um dos fundadores do movimento Política XXI juntamente com Miguel Portas, Daniel Oliveira e Ivan Nunes. Como membro da Política XXI em 1998 foi um fundadores do Bloco de Esquerda, mas viria a sair do partido alguns anos depois. Com a sua saída do Bloco de Esquerda abandonou a política ativa mas nunca a intervenção no debate político e social.  

### Morte
Faleceu em 2016 vítima de cancro na otofaringe, que sofria desde 2012. Em 2015 publicou um texto na Revista Granta, intitulado "Morrer é mais difícil do que parece" em que deu um testemunho impressionante do que era ser diagnosticado com cancro.  Foi condecorado, a título póstumo, com medalha de mérito cultural, no ano de 2017 em Goa, pelo Primeiro-Ministro de Portugal, António Costa, que se encontrava em visita oficial à Índia.

## Obras académicas
- O essencial sobre a arquitectura barroca em Portugal, Lisboa, IN-CM, 1987.
- Cultura Arquitectónica e Artística em Portugal no século XVIII, Lisboa, Caminho, 1988.
- Viana do Castelo, Lisboa, Presença, 1990 (com João Vieira Caldas).
- A Confissão de Cirillo, estudos de História da Arte, Lisboa, Hiena, 1992.
- Vieira Portuense, Lisboa, Círculo de Leitores, 2001 (reedição INAPA, 2004)
- Arquitectura, religião e política em Portugal no século XVII. A planta centralizada, Porto, FAUP-publicações, 2001.
- Buçaco, o Deserto dos Carmelitas Descalços, Coimbra, XM Editora, 2005.
- 14,5 Ensaios de História e arquitectura, Coimbra, Almedina, 2007.
- Expressões do Neoclássico, História da Arte Portuguesa, 15º volume, Vila Nova de Gaia, Fubu, 2009.
- Whitewash, Red Stone: A History of Church Architecture in Goa, Índia, Yoda Press, 2011.

## Outras contribuições académicas
- Anos 1980, Porto, Circo de Ideias, 2012.(com Jorge Figueira e Pedro Baía)
- A noite em arquitectura", Jorge Figueira, prefácio Paulo Varela Gomes. Lisboa, Relógio d'Água, 2007.

## Obras de ficção
- A Guerra de Samuel e outros contos, Lisboa, Tinta da China, 2017 (póstumo)
- Passos Perdidos, Lisboa, Tinta da China, 2016.
- Era Uma Vez em Goa, Lisboa, Tinta da China, 2015. Grande Prémio de Romance e Novela da Associação Portuguesa de Escritores (APE) em 2015
- Hotel, Lisboa, Tinta da China, 2014. Prémio P.E.N. Clube Português de Novelística
- O Verão de 2012, Lisboa, Tinta da China, 2014.
- Ouro e Cinza, Lisboa, Tinta da China, 2014.
- Encontro à beira do Arno, Hiena Editora, 1990 (escrito sob o pseudónimo Heliogábalo)
- Peep show, Lisboa, Black Son Editores, 1987 (escrito sob o pseudónimo Heliogábalo)
- Declaração de guerra: romance cinzento, Lisboa, Livros Horizonte (1985 (escrito sob o pseudónimo Peter Nero Wolf)
- Cenas de Pirataria, Lisboa, Elementos Editores, 1981 (escrito sob o pseudónimo Heliogábalo)